# Jang Hyun-soo (cầu thủ bóng đá, sinh 1993)
Jang Hyun-soo (sinh ngày 1 tháng 1 năm 1993) là một cầu thủ bóng đá Hàn Quốc thi đấu cho Suwon Samsung Bluewings.